# 老方駅
老方駅（おいかたえき）は、秋田県由利郡下郷村老方（後に旧・由利郡東由利村、東由利町を経て現・由利本荘市東由利老方）にあった羽後交通横荘線（旧・横荘鉄道）の駅（廃駅）である。横荘線の部分廃線に伴い1953年（昭和28年）8月5日に廃駅となった。

## 歴史
太平洋岸と日本海岸とを結ぶ「陸羽横断鉄道」構想の1つとも考えられる。横荘鉄道社名の由来ともなる「横手本荘連絡」の一環として開業した。昭和初期の世界不況と東北地方の冷害が重なり、資金調達が不調に終わった関係で当駅 - 横荘西線（後に国鉄矢島線を経て現・由利高原鉄道鳥海山ろく線）前郷駅間約23 kmは未開業に終わり、結果的に同鉄道最後の開業区間となった。当駅 - 前郷駅間は当駅 - 本荘駅間のバス路線を開通させることにて「横手本荘連絡」を行った。羽後大森駅 - 二井山駅間5.4 kmの建設費が19万円強であったのに対し、二井山駅 - 当駅間12.1 kmは140万円であったという。
二井山駅 - 当駅間は奥羽山脈の分水嶺の1つを通過し、人里稀な区間でもあり、特に冬季は雪害による運転休止が多く、戦後の燃料費高騰の影響もあり早くも不採算区間とされ、会社経営の建て直しを図るための営業休止を経て、最終的に復活せず廃止となった。休止時点のダイヤでは1日2往復の混合列車が運行されていた。
また、当区間の廃止日に、工事期限延長の手続きが繰り返し行われていた当駅 - 前郷駅間の敷設免許の申請廃止手続きが取られた。

### 年表
- 1930年（昭和5年）10月5日：横荘鉄道二井山駅 - 当駅間延伸開通に伴い開業[3][4][5][6]。一般駅[6]。
- 1944年（昭和19年）6月1日：鉄道会社名を羽後鉄道に改称。路線名を横荘線に制定。それに伴い羽後鉄道横荘線の駅となる[3][4][7]。
- 1946年（昭和21年）夏：国鉄から借入のC12形蒸気機関車C12 229号機牽引の当駅発試運転列車が浮蓋駅発車後に過速暴走、八沢木駅手前で停車する[2]。
- 1947年（昭和22年）7月23日：豪雨による路盤および橋脚損壊により横荘線全区間運休、当駅も営業休止となる[5][8]。
- 1948年（昭和23年）11月8日：運休区間（舘合駅 - 当駅間）が復旧、当駅も営業再開となる[5][8]。
- 1949年（昭和24年）12月22日：二井山駅 - 当駅間営業休止に伴い休止駅となる[5]。
- 1952年（昭和27年）2月15日：鉄道会社名を羽後交通に改称。それに伴い羽後交通横荘線の駅となる（営業休止中）[3][4][5][7]。
- 1953年（昭和28年）8月5日：二井山駅 - 当駅間部分廃線に伴い廃止となる[3][4][5][7]。

## 駅構造
廃止時点で、島式ホーム1面2線を有する地上駅であった。そのほか側線として、北側（駅舎の反対側）本線横手方から北に分岐し末端部に車庫を有する行き止りの車庫線を1線と、南側本線終端部方から南に分岐し駅舎西側に至る行き止りの側線を1線有していた。
職員配置駅となっていた。駅舎は構内の南側に位置し、ホーム東側とを結ぶ構内踏切で連絡した。

## 駅周辺
旧・下郷村の中心地に位置した。後に合併により旧・由利郡東由利村（さらに町制施行して東由利町）となり、その役場が置かれた。
- 秋田県道48号横手東由利線 - 同線の二井山地区 - 老方地区の大部分は横荘線の線路跡がそのまま転用されていた[7]（当駅跡附近は別ルートであった[1]）。
- 国道107号（本荘街道）
- 由利本荘市役所東由利総合支所 - 旧・東由利町役場。当初、当駅跡に建築されていたが後に移転した[9]。
- 老方郵便局
- 石沢川

## 駅跡
1996年（平成8年）時点では、駅跡に東由利町役場が建築されていた。1999年（平成11年）時点でも同様であった。その後庁舎は移転し、2007年（平成19年）5月時点では取り壊されて更地になっており、「役場跡」の石碑が建立されていた。駅跡を示すものは無かった。2010年（平成22年）10月時点では石碑のほか、老人介護施設が建築されていた。
また、二井山駅跡附近から老方の集落入口附近までの線路跡は県道として再利用され、1996年（平成8年）時点では築堤や切通しがほぼ当時の姿を保っていた。1999年（平成11年）時点でも同様であった。この県道は2007年（平成19年）5月時点では秋田県道48号横手東由利線であった。道床をそのまま舗装したような道路であった。2010年（平成22年）時点でも同様であった。
この県道は老方の集落入口附近から線路跡から離れ、1999年（平成11年）時点では線路跡再利用部分との境界点となっている橋の隣に横荘線の橋台が片方のみ残存していた。老方駅跡附近の線路跡は区画整理により残っていなかった。2007年（平成19年）5月時点も同様であったが、県道と別れた附近にまだ一部の線路跡が未舗装の農道として再利用されていた。2010年（平成22年）10月時点では石沢川の護岸の出っ張りが横荘線の橋台を取り込んだものであると確認できた。

## 隣の駅
羽後交通
横荘線
浮蓋駅 - 老方駅 - （未成区間）蔵駅（停留場。計画）